# 否命题
在逻辑学中，否命题（英語：inverse）是通过对一个命题的直接推理得出的条件句。如果一个命题的条件和结论分别是另一个命题的条件和结论的否定，那么称这两个命题互为否命题。
给予初始实质条件命题“若P，则Q”：{\displaystyle P\to Q}，其否命题为“若非P，则非Q”{\displaystyle \neg P\to \neg Q}。